# Barclay (Maryland)
Pour les articles homonymes, voir Barclay.
La ville de Barclay est située dans le comté de Queen Anne, dans l’État du Maryland, aux États-Unis. Sa population s’élevait à 183 habitants lors du recensement de 2020.